# Frații Ciufli
Frații Ciufli, Teodor (1796-1854) și Anastasie (1801-1870), au fost negustori de origine greacă, născuți în târgușorul Nepalova din Epir, Grecia, care s-au refugiat în Basarabia în urma mișcării eteriste din anul 1821. Aceștia sunt cunoscuți în special datorită mănăstirii pe care au ctitorit-o, Mănăstirea Sfântul Mare Mucenic Teodor Tiron, precum și datorită satului Ciuflești din raionul Căușeni, Republica Moldova, care le poartă astăzi numele.

## Biografie
Teodor Ciufli (1796-1854) și Anastasie Ciufli (1807-1870) au fost negustori de origine greacă, născuți în târgul Nepalova din Epir, Grecia. În urma represiunii din martie 1821, cei doi frați au emigrat în Basarabia, stabilindu-se în orașul Chișinău, unde au fost nevoiți să lucreze ca servitori într-o cafenea până în 1830. Dobândind un capital modest, frații au cumpărat un lot de pământ în Târgul Nou, construind un han. Sprijiniți de conaționali precum Carastat și Sinadino, aceștia au dezvoltat mici afaceri comerciale. În 1844, frații Ciufli au devenit membri ai două ghilde negustorești din Chișinău.
La 18 ianuarie 1865, Anastasie Ciufli a devenit proprietarul unei moșii din nordul Basarabiei, în județul Iași, achiziționată de la Alexandru Balș. Înainte de a muri, Teodor Ciufli, bolnav de o răceală gravă, i-a cerut fratelui său să construiască o biserică în satul Acui, dedicată Sfântului Mare Mucenic Teodor Tiron. Cu toate acestea, Anastasie a decis să ridice biserica în Chișinău. Teodor Ciufli a decedat în anul 1854. Anastasie a solicitat construirea unui cavou în biserică pentru a transfera rămășițele fratelui său din Cimitirul Municipal. Anastasie Ciufli a decedat la 18 septembrie 1870 și, cu permisiunea autorităților, a fost înmormântat lângă fratele său pe 20 septembrie 1870. 

### Rolul istoric
Frații Ciufli au lăsat în testament fonduri destinate susținerii educației, oferind burse elevilor cu rezultate excelente. Din averea rămasă, epitropii alocau anual fonduri pentru burse, variind ca număr și cuantum între instituții. Printre beneficiari s-au numărat tineri precum medicul Toma Ciorbă și avocatul Andrei Gheorghiu, dar și elevi și studenți din Chișinău, inclusiv frații Luca și Gheorghe Durduieri, care au studiat medicina la Moscova. Între anii 1905-1914, 173 de elevi au primit burse, contribuind semnificativ la dezvoltarea educației locale.

## Satul Ciuflești
La 25 octombrie 1844, frații Ciufli au achiziționat 4,36 hectare de teren de la Constantin Balș, situat în apropierea satelor Căinari, Batâr și Sagaidac. Terenul cumpărat făcea parte din moșia Acui, aflată pe atunci în județul Bender. În documente și acte, această moșie era înregistrată sub două denumiri: Acui și Ciuflești (după numele noilor proprietari). În prezent, moșia păstrează numele fraților și este cunoscută drept Ciuflești.

## Mănastirea Ciuflea
La îndemnul lui Ioan Butuc, biserica „Sfântul Mare Mucenic Teodor Tiron” urma să fie construită la Chișinău și nu în satul Acui. La 10 martie 1855, Anastasie Ciufli s-a adresat arhiepiscopului Irinarh Popov, rugându-l să-i permită construirea unui cavou pentru fratele său, în schimbul acoperirii cheltuielilor de construcție a bisericii. Biserica a fost construită în mahalaua Malina Mică, într-o piață care a devenit cunoscută de chișinăuieni drept Piața Ciufli. Lucrările de construcție au început în 1854 și s-au încheiat în 1858.
Proiectul bisericii aparține arhitectului Nicolae Pavlovici Golikov, iar în iunie 1858 clădirea a fost sfințită de arhiepiscopul Antonie Șokotov. Construcția acestei biserici l-a costat pe Anastasie 30.000 de ruble. La 4 aprilie 1859, rămășițele lui Teodor Ciufli au fost aduse în biserică. 
Astăzi, Anastasie se odihnește lângă fratele său. Pe peretele bisericii se păstrează inscripția:
„Aici se odihnesc frații Ciufli Teodor (1796-1854) și Anastasie (1801-1870), născuți în târgușorul Nepalova din Epir.”